# Roncus puddui
Espèce
Roncus puddui est une espèce de pseudoscorpions de la famille des Neobisiidae.

## Distribution
Cette espèce est endémique de Sardaigne en Italie. Elle se rencontre à Santadi dans la grotte Grotta Pirosu.

## Étymologie
Cette espèce est nommée en l'honneur de Sergio Puddu.

## Publication originale
- Mahnert, 1976 : Pseudoscorpions des grottes de la Sardaigne. Fragmenta Entomologica, vol. 12, p. 309-316.